# Notiokasis
Notiokasis is een geslacht van kevers uit de familie van de loopkevers (Carabidae). De wetenschappelijke naam van het geslacht is voor het eerst geldig gepubliceerd in 1982 door Kavanaugh and Negre.

## Soorten
Het geslacht Notiokasis is monotypisch en omvat slechts de volgende soort:
- Notiokasis chaudoiri Kavanaugh and Negre, 1982